# Knik
Il Knik (Knik River) è un fiume dell'Alaska a nord di Anchorage.

## Etimologia
Knik è la parola dei nativi per "fuoco".

## Dati fisici
Il fiume è lungo 40 km. In genere è poco profondo ed è considerato poco galleggiabile. La portata è molto variabile: in estate può raggiungere 140 - 170 m³ al secondo; mentre le inondazioni sono considerate rare.

## Percorso
Nasce dall'omonimo ghiacciaio Knik (Knik Glacier) nei monti Chugach (Chugach Mountains), scorre in direzione ovest e si svuota nella parte finale della baia di Knik (Knik Arm), uno dei due bracci della baia di Cook (Cook Inlet). La foce è vicinissima a quella del fiume Matanuska (Matanuska River) tanto che entrambi quasi formano un unico delta. La parte centrale del percorso è caratterizzata da una larga pianura con un letto di ghiaia finemente macinata, sabbia e silt (o limo).

## Strade e ponti
Sono due i ponti (e le strade) che l'attraversano: quello dell'autostrada Glenn (Glenn Highway) (61°28′49″N 149°15′10″W) presso Hayflats e più a est quello della Old Glenn Highway (61°30′14″N 149°02′03″W), presso la cittadina di Butte. Quest'ultimo ponte si trova dopo che la strada si divide nella Knik River Road. Buona parte del percorso del fiume è parallelo alla strada Old Glenn Highway. Il fiume stesso fa più o meno da confine tra il borgo Matanuska-Susitna (Matanuska-Susitna Borough) e il comune di Anchorage (Municipality of Anchorage).

## Galleria d'immagini

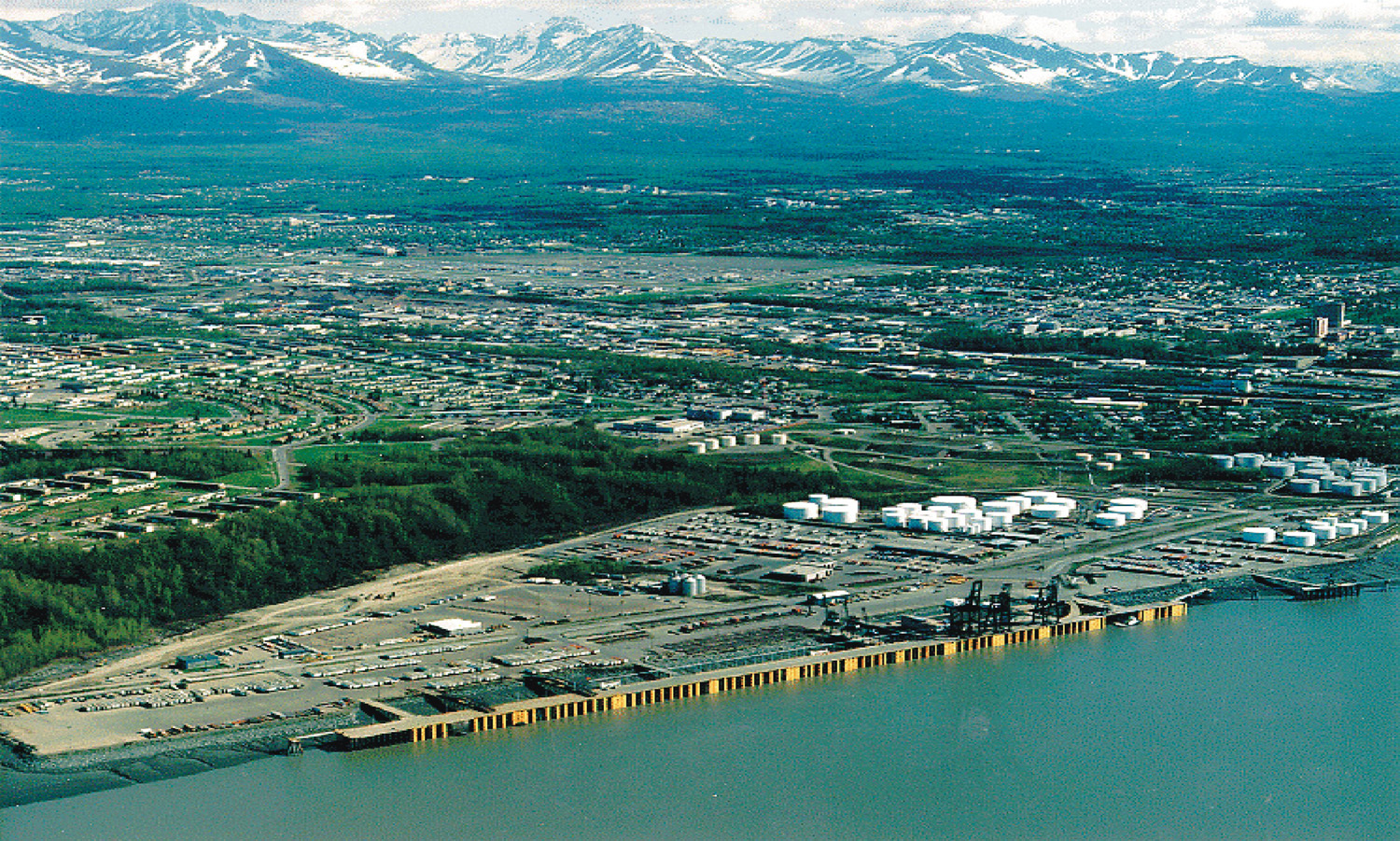
Il porto di Anchorage sulla baia di Knik
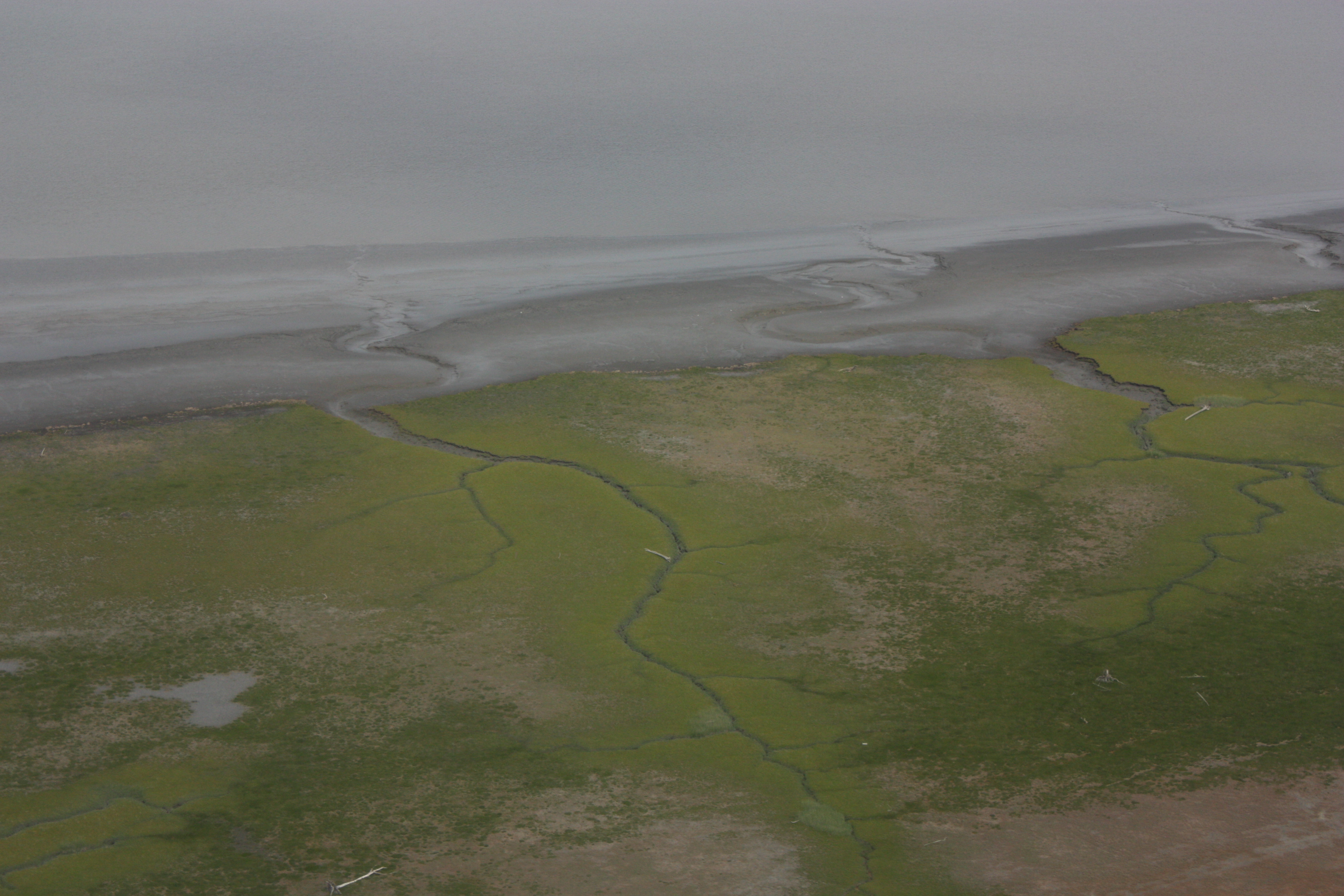
Distese di fango sulla baia di Knik
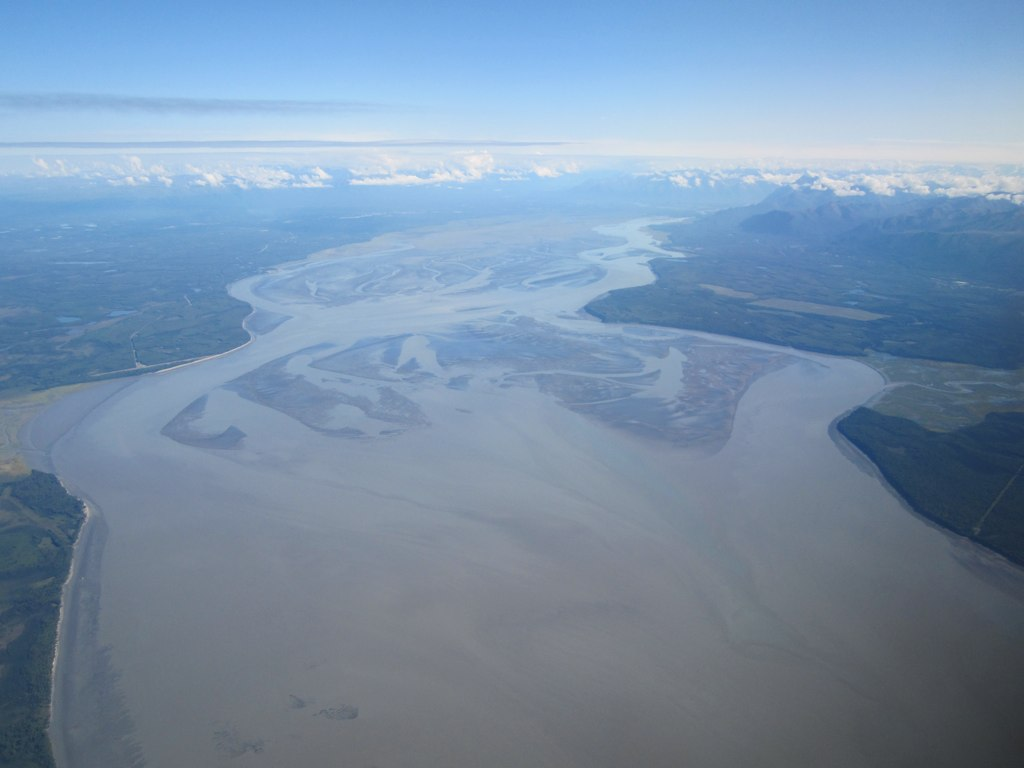
Il fiume Knik all'imbocco della baia
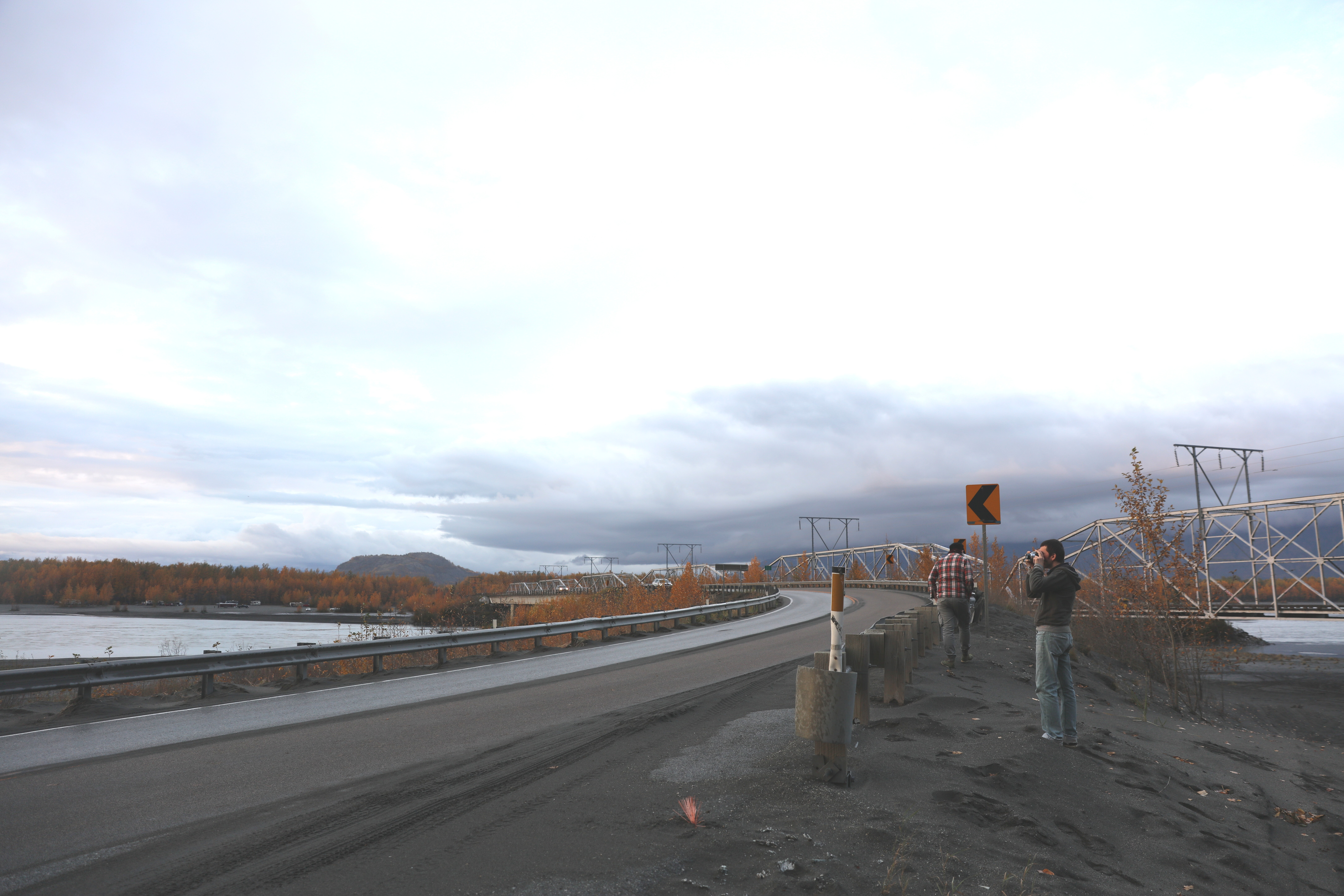
Il vecchio ponte sul fiume Knik a sud di Plamer
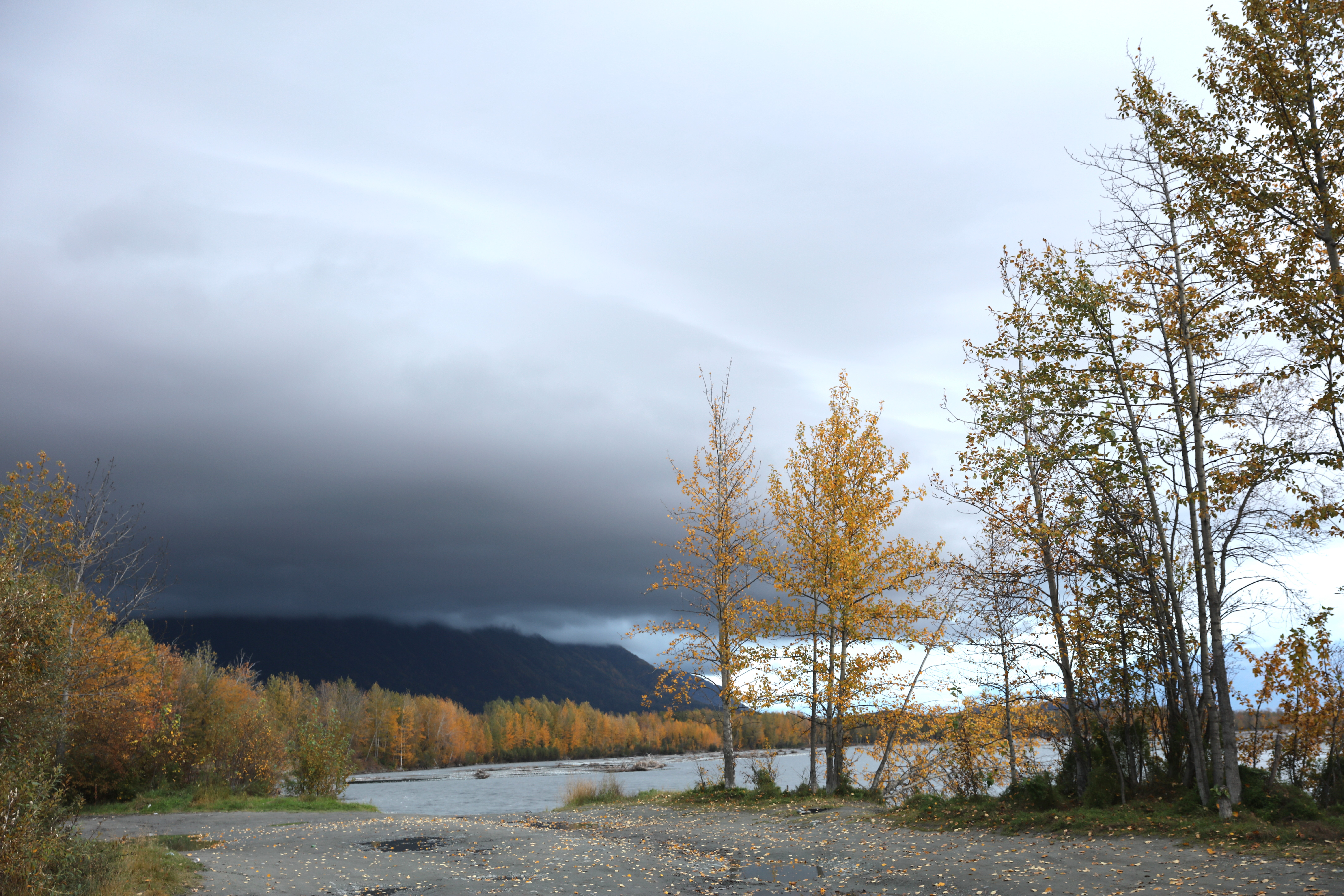
Il fiume Knik a sud di Palmer
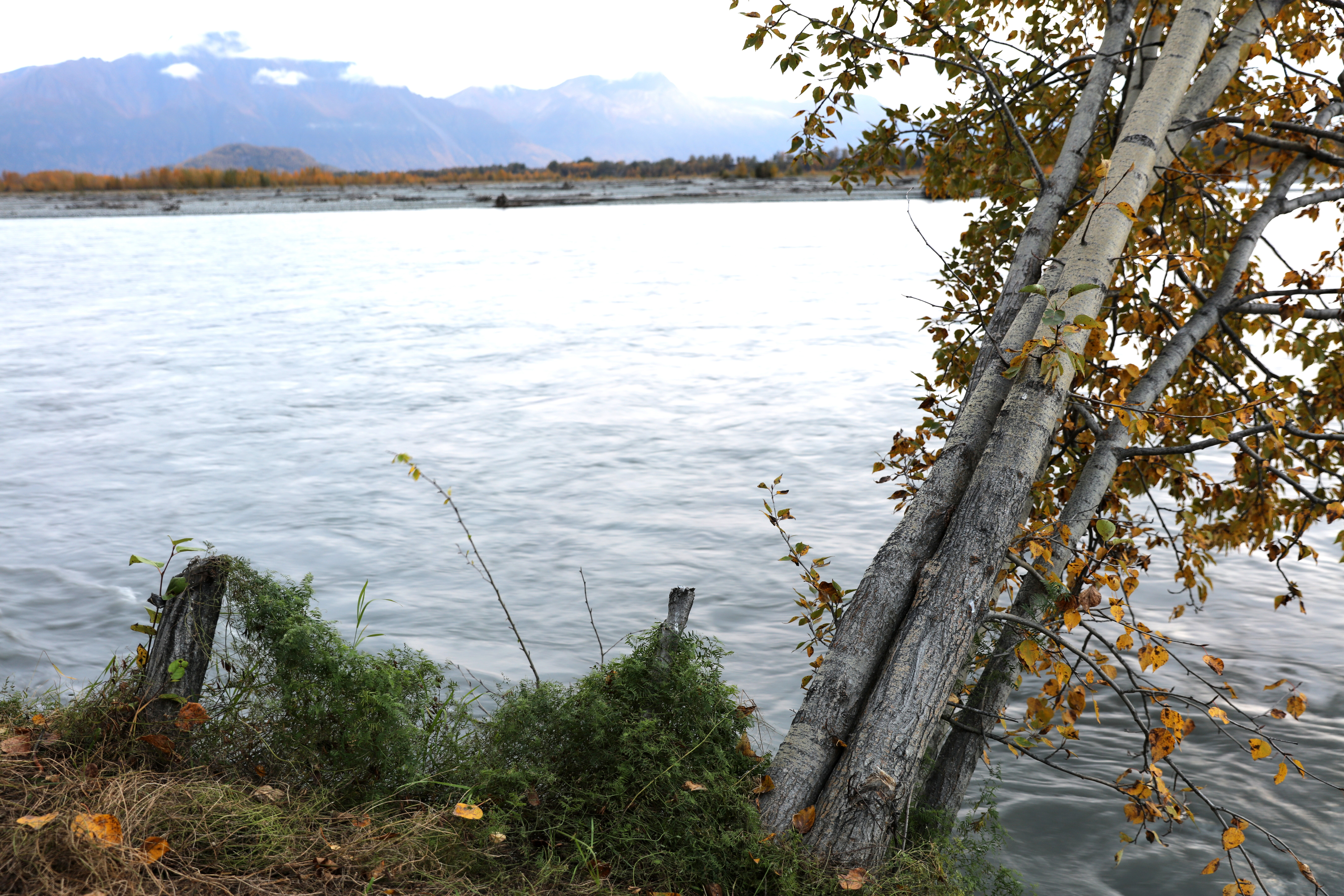
Il fiume in settembre